# Filistatoidea
Filistatoidea è una  superfamiglia di aracnidi araneomorfi che comprende una sola famiglia:
- Filistatidae AUSSERER, 1867